# 411vm 24
411vm 24 je štiriindvajseta številka 411 video revije in je izšla maja 1997.

## Vsebina številke in glasbena podlaga
Glasbena podlaga je navedena v oklepajih.
- Chaos (Fluf - Pushin' Back Days)
- Switchstance (Mephisto Odyssey - Get Down (Bass Kittens mix))
- Profiles Rick Jaramillo (Mobb Deep - Shook Ones pt. 1)
- Wheels of fortune Gary Smith, Panama Dan, Jimmy Astleford, Jon Kealoha, Micah Matson (G.U.I. - Two Fifty the Box, Del tha Funkee Homosapien - Walkin' Through Your Neighborhood, Misfits - Last Caress, Notorious B.I.G. - Ten Crack Commandments, Misfits - Halloween)
- Contests Munster, Vans Generation 97 (The Transmegetti - King Mixer, Ashes - Nameless Soldier, Face to Face - You've Got a Problem, Seven Story Mountain - Fall)
- Road trip Unity, DC Supertour (Dr Octagon - Halfsharkalligatorhalfman, Goldie - Jah the Seventh Seal)